# Mistrzostwa Świata w Lekkoatletyce 1995 – trójskok mężczyzn
Trójskok mężczyzn – jedna z konkurencji rozgrywanych podczas mistrzostw świata w lekkoatletyce w 1995. Kwalifikacje odbyły się 5 sierpnia, a finał został rozegrany 7 sierpnia.
Do kwalifikacji zgłoszonych zostało 44 zawodników z 35 państw.
Zawody w tej konkurencji wygrał reprezentant Wielkiej Brytanii Jonathan Edwards. Drugą pozycję zajął zawodnik z Bermudów Brian Wellman, trzecią zaś reprezentujący Dominikę Jérôme Romain.

## Wyniki

### Kwalifikacje
Grupa A
| Miejsce | Zawodnik              | Państwo           | Podejście | Podejście | Podejście | Wynik | Uwagi |
| Miejsce | Zawodnik              | Państwo           | #1        | #2        | #3        | Wynik | Uwagi |
| ------- | --------------------- | ----------------- | --------- | --------- | --------- | ----- | ----- |
| 1.      | Jonathan Edwards      | Wielka Brytania   | 17,46     | –         | –         | 17,46 |       |
| 2.      | Yoelbi Quesada        | Kuba              | 17,26     | –         | –         | 17,26 |       |
| 3.      | Māris Bružiks         | Łotwa             | X         | 16,95     | X         | 16,95 |       |
| 4.      | Rogel Nachum          | Izrael            | 16,17     | 16,71     | 16,39     | 16,71 |       |
| 5.      | Armen Martirosjan     | Armenia           | 16,60     | 16,55     | 16,13     | 16,60 |       |
| 6.      | Ndabazinhle Mdhlongwa | Zimbabwe          | 16,53     | 16,23     | 16,50     | 16,53 |       |
| 7.      | Georges Sainte-Rose   | Francja           | 16,52     | 16,23     | X         | 16,52 |       |
| 8.      | Audrius Raizgys       | Litwa             | 16,40     | 15,90     | 15,89     | 16,40 |       |
| 9.      | Andrew Murphy         | Australia         | 16,37     | X         | X         | 16,37 |       |
| 10.     | Dienis Kapustin       | Rosja             | 15,98     | 16,16     | 16,32     | 16,32 |       |
| 11.     | Karim Sassi           | Tunezja           | 16,26     | X         | 15,86     | 16,26 |       |
| 12.     | Arne Holm             | Szwecja           | X         | X         | 15,94     | 15,94 |       |
| 13.     | Aleksey Fatyanov      | Azerbejdżan       | 14,99     | 15,77     | 15,39     | 15,77 |       |
| 14.     | Paul Nioze            | Seszele           | 15,55     | 15,71     | 14,87     | 15,71 |       |
| 15.     | Festus Igbinoghene    | Nigeria           | X         | 15,68     | X         | 15,68 |       |
| 16.     | Edward Manderson      | Kajmany           | X         | 15,50     | 14,96     | 15,50 |       |
| 17.     | Xavier Montané        | Andora            | 15,01     | X         | 15,04     | 15,04 |       |
| 18.     | Leonard Cobb          | Stany Zjednoczone | 14,90     | X         | X         | 14,90 |       |
| –       | Jacek Butkiewicz      | Polska            | X         | X         | X         | NM    |       |
| –       | Anísio Silva          | Brazylia          | X         | X         | X         | NM    |       |
| –       | Salem al-Ahmadi       | Arabia Saudyjska  | X         | X         | X         | NM    |       |
| –       | Oleg Sakirkin         | Kazachstan        | X         | X         | X         | NM    |       |

Grupa B
| Miejsce | Zawodnik            | Państwo           | Podejście | Podejście | Podejście | Wynik | Uwagi |
| Miejsce | Zawodnik            | Państwo           | #1        | #2        | #3        | Wynik | Uwagi |
| ------- | ------------------- | ----------------- | --------- | --------- | --------- | ----- | ----- |
| 1.      | Jérôme Romain       | Dominika          | 17,48     | –         | –         | 17,48 |       |
| 2.      | Brian Wellman       | Bermudy           | 17,44     | –         | –         | 17,44 |       |
| 3.      | Siergiej Arzamasow  | Kazachstan        | 16,77     | 17,27     | –         | 17,27 |       |
| 4.      | Yoel García         | Kuba              | 16,78     | X         | 16,98     | 16,98 |       |
| 5.      | Tord Henriksson     | Szwecja           | 16,79     | 16,94     | X         | 16,94 |       |
| 6.      | James Beckford      | Jamajka           | 16,92     | 16,80     | 16,86     | 16,92 |       |
| 7.      | Mike Conley         | Stany Zjednoczone | 16,80     | 16,66     | 16,66     | 16,80 |       |
| 8.      | Galin Georgiew      | Bułgaria          | 15,37     | 16,40     | 16,80     | 16,80 |       |
| 9.      | Francis Agyepong    | Wielka Brytania   | X         | 16,58     | X         | 16,58 |       |
| 10.     | Jacob Katonon       | Kenia             | 16,55     | 15,84     | 15,85     | 16,55 |       |
| 11.     | LaMark Carter       | Stany Zjednoczone | 15,87     | X         | 16,51     | 16,51 |       |
| 12.     | Lars Hedman         | Szwecja           | X         | 16,43     | 15,98     | 16,43 |       |
| 13.     | Frank Rutherford    | Bahamy            | 15,26     | 16,38     | X         | 16,38 |       |
| 14.     | Serge Hélan         | Francja           | 15,91     | X         | X         | 15,91 |       |
| 15.     | Julio López         | Hiszpania         | X         | 15,62     | 15,80     | 15,80 |       |
| 16.     | Daniel Flores       | Honduras          | 14,56     | 14,76     | 14,92     | 14,92 |       |
| –       | Marios Chadziandreu | Cypr              | X         | X         | X         | NM    |       |
| –       | Zeng Lizhi          | Chiny             | X         | X         | X         | NM    |       |
| –       | Zsolt Czingler      | Węgry             | X         | X         | X         | NM    |       |
| –       | Wasif Asadow        | Azerbejdżan       | X         | X         | X         | NM    |       |
| –       | Kawan Lovelace      | Belize            | X         | X         | X         | NM    |       |
| –       | Francis Dodoo       | Ghana             | X         | X         | X         | DNS   |       |

### Finał
| Miejsce | Zawodnik           | Państwo           | Podejście | Podejście | Podejście | Podejście | Podejście | Podejście | Wynik | Uwagi |
| Miejsce | Zawodnik           | Państwo           | #1        | #2        | #3        | #4        | #5        | #6        | Wynik | Uwagi |
| ------- | ------------------ | ----------------- | --------- | --------- | --------- | --------- | --------- | --------- | ----- | ----- |
| 01 !    | Jonathan Edwards   | Wielka Brytania   | 18,16     | 18,29     | –         | –         | 17,49     | –         | 18,29 | WR    |
| 02 !    | Brian Wellman      | Bermudy           | X         | X         | 17,31     | 17,62     | X         | X         | 17,62 |       |
| 03 !    | Jérôme Romain      | Dominika          | 17,36     | 17,59     | 17,25     | 17,18     | X         | X         | 17,59 |       |
| 4.      | Yoelbi Quesada     | Kuba              | 17,19     | X         | X         | X         | X         | 17,59     | 17,59 |       |
| 5.      | Yoel García        | Kuba              | 16,90     | 17,18     | X         | X         | –         | X         | 17,18 |       |
| 6.      | James Beckford     | Jamajka           | 16,90     | 17,13     | X         | –         | –         | –         | 17,13 |       |
| 7.      | Mike Conley        | Stany Zjednoczone | X         | 16,96     | 16,77     | –         | X         | X         | 16,96 |       |
| 8.      | Galin Georgiew     | Bułgaria          | 16,93     | X         | X         | 16,79     | X         | X         | 16,93 |       |
| 9.      | Tord Henriksson    | Szwecja           | 16,88     | 16,92     | 16,87     | NQ        | NQ        | NQ        | 16,92 |       |
| 10.     | Māris Bružiks      | Łotwa             | X         | 16,18     | 16,80     | NQ        | NQ        | NQ        | 16,80 |       |
| 11.     | Rogel Nachum       | Izrael            | 16,34     | 16,69     | X         | NQ        | NQ        | NQ        | 16,69 |       |
| 12.     | Siergiej Arzamasow | Kazachstan        | 16,59     | 16,68     | X         | NQ        | NQ        | NQ        | 16,68 |       |